# Anatolij Aleksandrovič Kurakin
Principe Anatolij Aleksandrovič Kurakin, (in russo: Анатолий Александрович Куракин) (3 febbraio 1845 – Parigi https://www.britannica.com/biography/Prince-A-B-Kurakin, 1º luglio 1936), è stato un politico russo.

## Biografia
Era l'ultimogenito di Aleksandr Borisovič Kurakin (1813-1870), e di sua moglie, Marija Aleksandrovna Gur'eva (1818-1890). Studiò a casa e in seguito all'Università di San Pietroburgo .

## Carriera
Nel 1862 si arruolò nell'esercito con il grado di sottufficiale nel reggimento di cavalleria di Sua Maestà l'imperatrice Marija Fëdorovna. Nel 1863 venne promosso al grado di cornetta, nel 1864 a tenente, nel 1866 a capitano. A causa della malattia, il 22 giugno 1867, si ritirò.
Dal 1872 fu deputato per incarichi speciali per il Ministero di Stato, per l'agricoltura, la silvicoltura e l'attività mineraria. Nel 1880 venne nominato consigliere di Stato. Il 1º gennaio 1909 è diventato membro del Consiglio di Stato.

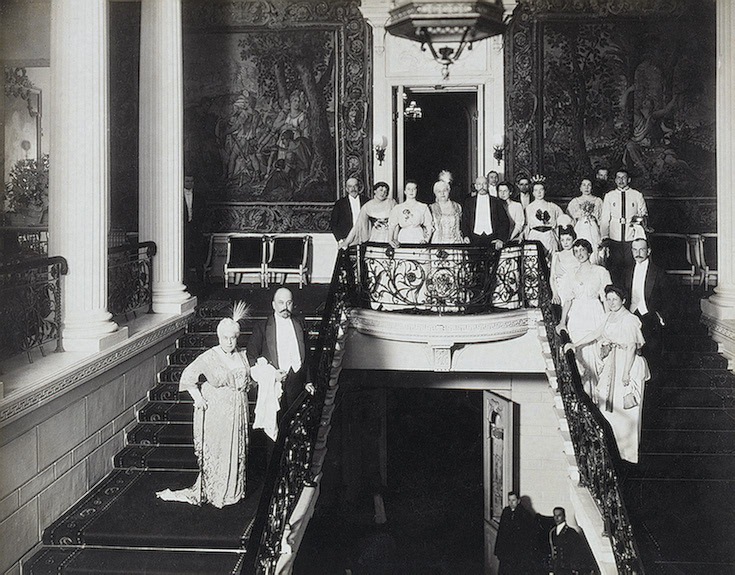
Celebrazione delle "nozze d'oro" nel Palazzo d'Inverno.

## Matrimonio
Sposò, il 29 aprile 1864, la principessa Elizaveta Michajlovna Volkonskaja (1843-1921), l'unica figlia del principe Michail Dmitrievič Volkonskij. Ebbero sei figli:
- Marija Anatol'evna (1863-1932), sposò il principe Vladimir Alekseevič Šachovskij;
- Aleksandr Anatol'evič (1866-1871);
- Irina Anatol'evna (1867-1868);
- Anna Anatol'evna (1871-1958), sposò Nikolaj Nikolaevič Šebeko, ebbero due figli;
- Michail Anatol'evič (1872—1932), sposò la baronessa Tatiana Wrangell;
- Ivan Anatol'evič (1874-1950), sposò la contessa Sof'ja Dmitrievna Tolstoj, ebbero sei figli.

## Morte
Ai primi di marzo, durante la rivoluzione di febbraio, espresse il suo sostegno per il nuovo regime, ma il 1º maggio 1917, è stato rimosso dal personale.
Venne arrestato e poco dopo la sua liberazione emigrò per la Francia. Morì il 1º luglio 1936 presso l'ospedale Villejuif, a Parigi. Fu sepolto a Sainte-Geneviève-des-Bois.